# Kitsu Peak
Der Kitsu Peak ist die höchste Erhebung der Spectrum Range im Nordwesten der kanadischen Provinz British Columbia. Er liegt im Süden des Mount Edziza Volcanic Complex und grenzt im Westen an das Nagha Creek Valley, im Nordwesten an das Kitsu Plateau, im Nordosten an die Obsidian Ridge, im Osten an das Stewbomb Creek Valley und im Südwesten an den Nagha Glacier und die Yagi Ridge. Er hat eine Höhe von 2430 m und liegt am Nordende der Spectrum Range.
Der Kitsu Peak liegt im Süden des Mount Edziza Provincial Park und wurde wahrscheinlich in Zusammenhang mit dem Kitsu Creek und dem Kitsu Plateau benannt; Kitsu bedeutet in der Sprache der Tahltan Nordlichter. Der Name des Berges wurde am 2. Januar 1980 offiziell anerkannt, nachdem er vom Büro der BC Geographical Names durch die Geological Survey of Canada übermittelt wurde.

## Geologie
Der Kitsu Peak entstand hauptsächlich im Pliozän durch vulkanische Gesteine der Spectrum-Formation, welche aus Comendit, Pantellerit und pantelleritischem Trachyt besteht. Diese Gesteine liegen in Form von Lavaströmen vor, zu denen sich kleinere Anteile von abgelagerter Brekzie und Glutlawinen gesellen. Die Spectrum-Formation ist der erodierte Überrest eines großen Lavadoms, der die heutigen Karlinge und Kämme der Spectrum Range bildet. Abgeschnittene Überbleibsel von dicken, sanft streichenden Trachytströmen am Gipfel des Kitsu Peak zeigen an, dass der Gipfel des ursprünglichen Doms deutlich höher war.